# Alexandre Müller
Alexandre Müller (Poissy, 1º febbraio 1997) è un tennista francese.

## Biografia
In singolare nel circuito ATP ha vinto un titolo su tre finali disputate, diversi tornei nei circuiti minori e ha raggiunto la 38ª posizione del ranking ATP nell'agosto 2025. In doppio ha vinto alcuni tornei minori e non è andato oltre la 263ª posizione mondiale.

## Statistiche

### Singolare

#### Vittorie (1)
| Legenda              |
| Grande Slam (0)      |
| ATP Finals (0)       |
| ATP Masters 1000 (0) |
| ATP Tour 500 (0)     |
| ATP Tour 250 (1)     |

| Nº | Data           | Torneo                    | Superficie | Avversario in finale | Punteggio     |
| 1. | 5 gennaio 2025 | Hong Kong Open, Hong Kong | Cemento    | Kei Nishikori        | 2–6, 6–1, 6–3 |

#### Finali perse (2)
| Legenda              |
| Grande Slam (0)      |
| ATP Finals (0)       |
| ATP Masters 1000 (0) |
| ATP Tour 500 (1)     |
| ATP Tour 250 (1)     |

| Nº | Data             | Torneo                          | Superficie  | Avversario in finale    | Punteggio        |
| 1. | 9 aprile 2023    | Grand Prix Hassan II, Marrakech | Terra rossa | Roberto Carballés Baena | 6–4, 6(3)–7, 2–6 |
| 2. | 23 febbraio 2025 | Rio Open, Rio de Janeiro        | Terra rossa | Sebastián Báez          | 2–6, 3–6         |

### Tornei minori

#### Singolare

##### Vittorie (10)
| Legenda tornei minori |
| Challenger (3)        |
| Futures (7)           |

| N.  | Data             | Torneo                                     | Superficie  | Avversario in finale | Punteggio        |
| 1.  | 3 luglio 2016    | Macedonia F2, Skopje                       | Terra rossa | Dimitar Grabul       | 6–2, 6–4         |
| 2.  | 27 novembre 2016 | Cyprus F2, Limassol                        | Cemento     | Lukas Miedler        | 6–2, 6–2         |
| 3.  | 2 luglio 2017    | Poland F3, Mrągowo                         | Terra rossa | Markus Eriksson      | 6–3, 0–6, 6–3    |
| 4.  | 23 luglio 2017   | France F16, Uriage-les-Bains               | Terra rossa | Corentin Denolly     | 5–7, 7–6(1), 6–4 |
| 5.  | 29 ottobre 2017  | Tunisia F32, Hammamet                      | Terra rossa | Guillermo Olaso      | 4–6, 6–3, 6–3    |
| 6.  | 7 ottobre 2018   | Lebanon F2, Jounieh                        | Terra rossa | Fabien Reboul        | 6(2)–7, 6–3, 6–4 |
| 7.  | 3 novembre 2019  | M25 Monastir, Monastir                     | Cemento     | Petros Chrysochos    | 3–6, 7–6(5), 6–2 |
| 8.  | 19 giugno 2022   | Internationaux de Tennis de Blois, Blois   | Terra rossa | Nikola Milojević     | 7–6(3), 6–1      |
| 9.  | 24 giugno 2023   | Emilia-Romagna Tennis Cup, Montechiarugolo | Terra rossa | Francesco Maestrelli | 6–1, 6–4         |
| 10. | 4 agosto 2024    | San Marino Open, San Marino                | Terra rossa | Tseng Chun-hsin      | 6–3, 4–6, 7–6(3) |

##### Sconfitte in finale (17)
| N.  | Data              | Torneo                           | Superficie  | Avversario in finale     | Punteggio        |
| 1.  | 22 novembre 2015  | Tunisia F32, Port El Kantaoui    | Cemento     | Nikola Milojević         | 2–6, 3–6         |
| 2.  | 13 marzo 2016     | Egypt F8, Sharm el-Sheikh        | Cemento     | Marko Tepavac            | 6(3)–7, 1–6      |
| 3.  | 15 maggio 2016    | Algeria F1, Orano                | Terra rossa | Sadio Doumbia            | 6–4, 4–6, 4–6    |
| 4.  | 26 giugno 2016    | Macedonia F1, Skopje             | Terra rossa | Danilo Petrović          | 3–6, 6–4, 6(6)–7 |
| 5.  | 14 agosto 2016    | Morocco F6, Tangeri              | Terra rossa | Maxime Hamou             | 3–6, 6–4, 2–6    |
| 6.  | 9 ottobre 2016    | Croatia F9, Bol                  | Terra rossa | Riccardo Bellotti        | 4–6, 1–6         |
| 7.  | 6 novembre 2016   | Greece F8, Candia                | Cemento     | Václav Šafránek          | 5–7, 4–6         |
| 8.  | 11 dicembre 2016  | Israel F17, Ramat Gan            | Cemento     | David Guez               | 7–5, 5–7, 3–6    |
| 9.  | 26 febbraio 2017  | Indonesia F3, Giacarta           | Cemento     | Sebastian Fanselow       | 1–6, 3–6         |
| 10. | 7 maggio 2017     | France F10, Grasse               | Terra rossa | Corentin Moutet          | 4–6, 3–6         |
| 11. | 4 marzo 2018      | Tunisia F8, Gerba                | Cemento     | Moez Echargui            | 6(5)–7, 6–2, 1–6 |
| 12. | 30 settembre 2018 | Lebanon F1, Jounieh              | Terra rossa | Jordi Samper Montaña     | 3–6, 4–6         |
| 13. | 2 dicembre 2018   | Tunisia F42, Monastir            | Cemento     | Aslan Karacev            | 4–6, 6–4, 1–6    |
| 14. | 22 settembre 2019 | Murray Trophy - Glasgow, Glasgow | Cemento (i) | Emil Ruusuvuori          | 3–6, 1–6         |
| 15. | 6 ottobre 2019    | M25 Tavira, Tavira               | Cemento     | Frederico Ferreira Silva | 2–6, 1–6         |
| 16. | 5 marzo 2023      | Texas Tennis Classic, Cleveland  | Cemento     | Aleksandar Kovacevic     | 3–6, 6–4, 2–6    |
| 17. | 16 giugno 2024    | Open de Lyon Challenger, Lione   | Terra rossa | Hugo Gaston              | 2–6, 6–1, 1–6    |

#### Doppio

##### Vittorie (8)
| Legenda tornei minori |
| Challenger (2)        |
| Futures (6)           |

| N. | Data            | Torneo                                   | Superficie      | Compagno             | Avversari in finale                    | Punteggio           |
| 1. | 17 gennaio 2016 | France F1, Bagnoles-de-l'Orne            | Terra rossa (i) | Corentin Denolly     | Benjamin Bonzi Gregoire Jacq           | 2–6, 6–1, [10–6]    |
| 2. | 15 maggio 2016  | Algeria F1, Orano                        | Terra rossa     | Fabien Reboul        | Adria Mas Mascolo Pol Toledo Bagué     | 6–4, 6–4            |
| 3. | 22 maggio 2016  | Algeria F2, Algeri                       | Terra rossa     | Grégoire Jacq        | Jordi Muñoz Abreu Fabien Reboul        | 6–4, 6–3            |
| 4. | 22 gennaio 2017 | Egypt F1, Sharm el-Sheikh                | Cemento         | Antoine Escoffier    | Adrian Bodmer Jakub Sude               | 6–2, 3–6, [11–9]    |
| 5. | 16 luglio 2017  | Belgium F4, Lasne                        | Terra rossa     | Corentin Denolly     | Maxence Brovillé Clément Tabur         | 6–1, 6–3            |
| 6. | 23 luglio 2017  | France F16, Uriage-les-Bains             | Terra rossa     | Corentin Denolly     | Antoine Bellier Johan Sébastien Tatlot | 6–3, 7–5            |
| 7. | 23 giugno 2019  | Internationaux de Tennis de Blois, Blois | Terra rossa     | Corentin Denolly     | Sergio Galdós Andreas Siljeström       | 7–5, 6(5)–7, [10–6] |
| 8. | 9 aprile 2022   | Sanremo Challenger, Sanremo              | Terra rossa     | Geoffrey Blancaneaux | Flavio Cobolli Matteo Gigante          | 4–6, 6–3, [11–9]    |

##### Sconfitte in finale (8)
| N. | Data            | Torneo                    | Superficie  | Compagno           | Avversari in finale                   | Punteggio        |
| 1. | 25 ottobre 2015 | Greece F8, Candia         | Cemento     | Corentin Denolly   | Lloyd Glasspool Joshua Ward–Hibbert   | w/o              |
| 2. | 17 luglio 2016  | Italy F20, Casinalbo      | Terra rossa | Pirmin Hänle       | Riccardo Balzerani Enrico Dalla Valle | 3–6, 3–6         |
| 3. | 7 agosto 2016   | Morocco F5, Tangeri       | Terra rossa | Gianni Mina        | Sander Gillé Antoine Hoang            | 4–6, 6(7)–7      |
| 4. | 14 agosto 2016  | Morocco F6, Tangeri       | Terra rossa | Gianni Mina        | Felipe Cunha Silva Julian Ocleppo     | 3–6, 3–6         |
| 5. | 6 novembre 2016 | Greece F8, Candia         | Cemento     | Florent Diep       | Adrian Bodmer Jakub Sude              | 2–6, 1–6         |
| 6. | 4 dicembre 2016 | Cyprus F3, Larnaca        | Cemento     | Markos Kalovelonis | Lucas Miedler Maximilian Neuchrist    | 3–6, 6–1, [5–10] |
| 7. | 6 maggio 2018   | France F9, Grasse         | Terra rossa | Corentin Denolly   | Hugo Gaston Clément Tabur             | 2–6, 4–6         |
| 8. | febbraio 2022   | Bengaluru Open, Bangalore | Cemento     | Hugo Grenier       | Saketh Myneni Ramkumar Ramanathan     | 3–6, 2–6         |

## Risultati in progressione
| Sigla | Risultato               |
| ----- | ----------------------- |
| V     | Vincitore               |
| F     | Finalista               |
| SF    | Semifinalista           |
| O     | Oro olimpico            |
| A     | Argento olimpico        |
| SF    | Bronzo olimpico         |
| QF    | Quarti di Finale        |
| 4T    | Quarto turno            |
| 3T    | Terzo turno             |
| 2T    | Secondo turno           |
| 1T    | Primo turno             |
| RR    | Round Robin             |
| LQ    | Turno di qualificazione |
| A     | Assente                 |
| ND    | Non disputato           |

| Legenda superfici    |
| -------------------- |
| Cemento              |
| Terra battuta        |
| Erba                 |
| Superficie variabile |

### Singolare
| Tornei Grande Slam |     |     |     |     |     |     |     |     |     |      |
| Australian Open    | A   | A   | A   | Q2  | 2T  | Q1  | Q3  | 1T  | 1T  | 1–3  |
| Roland Garros      | 1T  | Q3  | 1T  | Q2  | Q1  | Q2  | 1T  | 2T  |     | 1–4  |
| Wimbledon          | A   | A   | A   | ND  | Q1  | Q2  | 2T  | 2T  |     | 2–2  |
| US Open            | A   | A   | A   | A   | Q1  | Q1  | 1T  | 2T  |     | 1–2  |
| Vittorie-Sconfitte | 0–1 | 0–0 | 0–1 | 0–0 | 1–1 | 0–0 | 1–3 | 3–4 | 0–1 | 5–11 |

## Vittorie contro giocatori top 10
| Stagione | 2024 | 2025 | Totale |
| Vittorie | 1    | 1    | 2      |

| #    | Giocatore        | Rank | Evento                         | Superficie  | Turno | Punteggio        |
| ---- | ---------------- | ---- | ------------------------------ | ----------- | ----- | ---------------- |
| 2024 |                  |      |                                |             |       |                  |
| 1.   | Andrej Rublëv    | 6    | Internazionali d'Italia, Roma  | Terra rossa | 3T    | 3–6, 6–3, 6–2    |
| 2024 |                  |      |                                |             |       |                  |
| 2.   | Alexander Zverev | 3    | Hamburg European Open, Amburgo | Terra rossa | 2T    | 6–3, 4–6, 7–6(5) |